# Ambros P. Speiser
Ambrosius Paul Speiser (13 novembre 1922 à Bâle – 10 mai 2003 à Aarau) est un ingénieur et scientifique suisse. Il a dirigé le développement du premier ordinateur suisse.

## Carrière
Speiser étudie l'électrotechnique à l'École polytechnique fédérale de Zurich (ETH), où il obtient en 1948 son diplôme en ingénierie des communications. En 1949, Eduard Stiefel envoie Heinz Rutishauser et Speiser étudier à Harvard avec Howard H. Aiken et à Princeton sous la direction de John von Neumann. Rutishauser et Speiser se familiarisent avec l'ordinateur Harvard Mark III et la machine IAS. En 1950, l'Institut de mathématiques appliquées (fondé en 1948) de l'ETH a pu louer un ordinateur Zuse 4, l'un des rares modèles disponibles à cette époque, les autres étant tous américains. Pendant des années, l'ETH a pu faire des recherches en analyse numérique avec cet ordinateur. L'ETH, avec l'expérience acquise, a décidé de développer son propre ordinateur. Sous la direction technique de Speiser est construit entre 1950 et 1955 l'ERMETH (de), acronyme de Elektronische Rechenmaschine an der ETH, la première machine à calculer électronique suisse.
Speiser obtient son doctorat en 1950 (« Entwurf eines elektronischen Rechengerätes unter besonderer Berücksichtigung der Erfordernis eines minimalen Materialaufwandes bei gegebener mathematischer Leistungsfähigkeit ») et son habilitation universitaire en 1952 durant le développement d'ERMETH, et est nommé privat-docent à l'ETH. Il commence une carrière dans l'industrie en 1955 lorsqu'il rejoint IBM. De 1956 à 1966 il est le directeur du IBM Zurich Research Laboratory (en) à Rüschlikon. En 1966, il quitte IBM pour devenir le directeur de la recherche de Brown, Boveri & Cie afin de développer le centre de recherche de l'entreprise à Baden. Il a également été le deuxième président de l'International Federation for Information Processing (IFIP) de 1965 à 1968.
En 1962, l'ETH nomme Speiser professeur titulaire. Pendant des années, il enseigne l'un des premiers cours en informatique à l'ETH. En 1986, l'ETH lui décerne un doctorat honoris causa pour son travail de pionnier à la frontière de l'informatique. L'Académie suisse des sciences techniques choisit Speiser en 1987 comme président de son comité exécutif et, à sa démission en 1993, le nomme membre honoraire. Speiser a également été membre du Schweizerischen Schulrat, membre du conseil d'administration du Schweizerischer Nationalfond et, de 1983 à 1988, président de l'Union suisse du commerce et de l'industrie.

## Publications
- Heinz Rutishauser, Ambros Paul Speiser et Eduard Stiefel, Programmgesteuerte digitale Rechengeräte (Elektronische Rechenmaschinen), Bâle, Birkhäuser, 1951.
- Ambros P. Speiser, Ueber die Zukunft der Technik. Eine weltweite Betrachtung, Compte-rendu et discussion lors de la 33e réunion du groupe d'études sur les perspectives énergétiques, Baden, 28 javienr 1988.